# Battle.net
Battle.net是暴雪娛樂为旗下游戏提供的多人線上遊戲服務，自1996年11月30日推出《暗黑破壞神》後以“战网”（Battle.net）品牌營運。

## 更名
暴雪于2017年3月24日宣布该应用程序更名为暴雪游戏平台（Blizzard App），2017年8月15日宣布更名为暴雪战网。但在2021年2月，暴雪又发布了一个新的战网版本，并将应用程序“暴雪战网”更名为原名“战网”。

## 遊戲列表

### Battle.net Classic
- 暗黑破坏神
- 魔獸爭霸II：戰網版
- 暗黑破壞神II（毀滅之王）
- 星海爭霸（母巢之战）

### Battle.net 2.0
- 魔兽世界（燃烧的远征、巫妖王之怒、大地的裂变、熊猫人之谜、德拉诺之王、军团再临、争霸艾泽拉斯、暗影国度和巨龙时代）
- 魔兽争霸III：重制版
- 星海爭霸II：自由之翼（虫群之心和虚空之遗）
- 星际争霸：重制版
- 暗黑破坏神IV
- 暗黑破壞神III（夺魂之镰）
- 暗黑破坏神：不朽
- 暗黑破壞神II：獄火重生
- 炉石传说
- 风暴英雄
- 守望先锋“归来”
- Blizzard Arcade Collection (失落的维京人、摇滚赛车、黑色荆棘、失落的维京人2和RPM赛车（英语：RPM Racing））
- 使命召唤：黑色行动4[4]
- 使命召唤：现代战争[5]
- 使命召唤：现代战争2战役重制版
- 決勝時刻：黑色行動冷戰
- 決勝時刻：先鋒
- 魔兽争霸III：重制版
- 使命召唤：现代战争II 2022
- 古惑狼4：时空之旅
- 使命召唤：现代战争III 2023
- 使命召唤：黑色行动6
- 宣誓[6][7]
- 毁灭战士：黑暗时代[8][9]

#### 不可用
- 守望先锋
- 命运2[10]
- 魔兽争霸III：混乱之治 (冰封王座)

## 外部連結
- 官方网站